# لیک پارک (کارولینای شمالی)
لیک پارک (به انگلیسی: Lake Park) شهری در ایالت کارولینای شمالی کشور ایالات متحده آمریکا است که جمعیت آن در سرشماری سال ۲۰۱۰ میلادی، ۳٬۴۲۲ نفر بوده‌است.